# Rhynchostegium cataractarum
Rhynchostegium cataractarum är en bladmossart som beskrevs av Thériot och Potier de la Varde 1939. Rhynchostegium cataractarum ingår i släktet näbbmossor, och familjen Brachytheciaceae. Inga underarter finns listade i Catalogue of Life.